# Ghiacciaio Fleece
Il ghiacciaio Fleece (in inglese Fleece Glacier) è un ghiacciaio situato sulla costa di Oscar II, nella parte orientale della Terra di Graham, in Antartide. Il ghiacciaio, il cui punto più alto si trova 783 m s.l.m., è un tributario del ghiacciaio Leppard, di cui entra nel lato settentrionale circa 3 km a est di picco Confuso.

## Storia
Come molte delle formazioni circostanti, il ghiacciaio Fleece è stato battezzato dal Comitato britannico per i toponimi antartici con un nome che avesse a che fare con la baleneria, Fleece è infatti il nome del cuoco di bordo del Pequod nel romanzo Moby Dick o La balena, di Herman Melville.